# Verträge von Erzurum

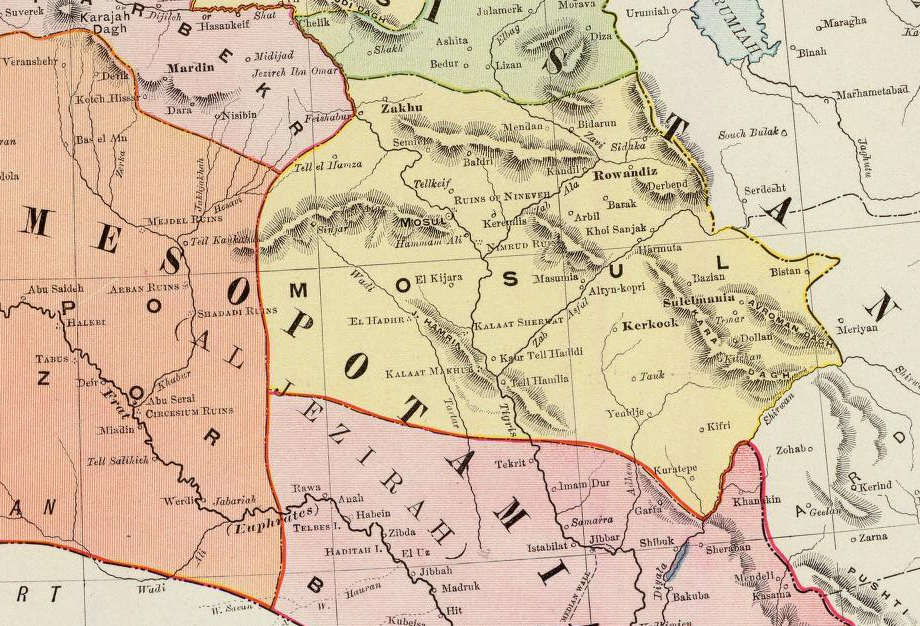
Karte des osmanischen Vilâyets Mossul von 1897 mit dem damaligen Grenzverlauf

Die Verträge von Erzurum waren zwei zwischen dem Osmanischen Reich und dem Iran geschlossene Verträge über den Grenzverlauf zwischen den beiden Herrschaftsbereichen. Sie wurden 1823 und 1847 geschlossen.

## Hintergrund
Der Vertrag von Qasr-e Schirin von 1639 und der Vertrag von Kordan von 1746 regelten den Grenzverlauf zwischen Osmanen und Persern nur vage. Deshalb kam es in den 1820er Jahren zu mehreren  Zusammenstößen zwischen persischem und osmanischem Militär. Anders als bei vorherigen Grenzkriegen  verfassten die sunnitischen osmanischen Geistlichen diesmal keine antischiitischen Fatwas. Zur Einleitung von Friedensverhandlungen schrieb der osmanische Schaich al-Islam an den persischen Kommandanten Abbas Mirza und betonte die grundlegende Freundschaft zwischen den beiden Ländern, die wie ein Körper seien. Der 1823 geschlossene erste Vertrag von Erzurum beendete die Kriegshandlungen, erneuerte die Garantien des Vertrags von Kordan und ergänzte sie um Regelungen für Untertanen des Osmanischen Reichs und Persiens im jeweils anderen Land. Damit wurden zum ersten Mal in der Geschichte des Orients Menschen nicht mehr über ihre Religion, sondern über ihren Geburtsort als Bürger eines bestimmten Staates identifiziert.
Briten und Russen, die im Zuge des „Great Game“ imperiale Absichten in der Region hegten, wurden durch die Verständigung von Osmanen und Persern ohne ihr Zutun alarmiert und drängten auf den Abschluss eines zweiten Vertrages, an dessen Formulierung sie beteiligt wurden. In diesem zweiten Vertrag von Erzurum, der 1847 geschlossen wurde, wurde dem Osmanischen Reich die Kontrolle über die ganze Breite des Schatt al-Arab implizit zugesichert, im Gegenzug trat dieses Gebiete zwischen Chorramschahr und Abadan an Persien ab. Briten und Russen legten die persischen Rechte auf dem linken Ufer des Schatt al-Arab sehr restriktiv aus, was die persische Regierung zurückwies. Der genaue Verlauf der osmanisch-persischen Grenze sollte durch eine Kommission festgelegt werden, an der neben Osmanen und Persern auch britische und russische Vertreter beteiligt waren. Die Kommission nahm 1848 ihre Arbeit auf, die aber durch den Krimkrieg unterbrochen wurde. 1869 fertigte sie eine sehr ungenaue Karte der geplanten Grenzziehung an.
In der Folgezeit ruhten die Verhandlungen, bis 1911 eine neue, wieder aus Osmanen, Persern, Briten und Russen bestehende Kommission zur genauen Grenzziehung einberufen wurde. Im Protokoll von Konstantinopel wurde 1913 der genaue Verlauf der Grenzlinie schließlich festgelegt. Der Grenzverlauf im Schatt al-Arab blieb aber strittig.

## Folgen

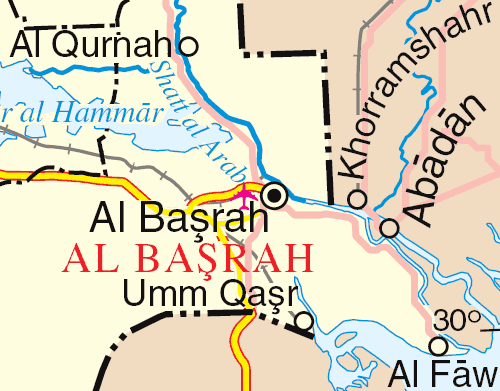
Mündungsgebiet des Schatt al-Arab mit den Städten Abadan und Chorramschahr

Die Verträge von Erzurum definierten Menschen als Angehörige bestimmter Staatsgebilde und versuchten, zwischen den Territorien von Staaten eine exakte Grenze zu ziehen, was in der Region des Mittleren Ostens ein Novum war. Damit wurden europäische Vorstellungen von Souveränität in den Orient transferiert. Das Osmanische Reich und Persien richteten Konsulate zur Betreuung der eigenen Staatsbürger im jeweils anderen Staatsgebiet ein. Die Rechtssicherheit für Reisende im jeweils anderen Staatsgebiet nahm zu, wovon besonders Pilger zu den schiitischen heiligen Stätten von Nadschaf und Kerbela profitierten. Nach dem Ende des Osmanischen Reichs erklärte der Iran aber den Vertrag von 1847 für ungültig, was zu Spannungen mit dem unter britischer Vormundschaft gegründeten Königreich Irak führte. 1937 legten Irak und Iran im Vertrag von Teheran fest, dass der Iran einen Teil des Flussverlaufs im Schatt al-Arab zwischen der Ölraffinerie von Abadan und Chorramschahr kontrollieren solle. Dies war von großer Wichtigkeit für die britischen „Anglo-Persian Oil Company“.
Der Iran widerrief den Vertrag von Teheran im Jahr 1967. Nach kriegerischen Auseinandersetzungen zwischen April 1974 und März 1975 wurde im Abkommen von Algier der status quo ante bestätigt, woraufhin der Iran die Unterstützung der kurdischen Peschmerga einstellte, was zu deren Niederlage führte. 1980 widerrief Saddam Hussein diese Einigung und nahm die ungeklärte Grenzfrage im Schatt al-Arab (iranische Provinz Chusistan) zum Vorwand für den Beginn des Ersten Golfkriegs.